# Petrophile biternata
Petrophile biternata är en tvåhjärtbladig växtart som beskrevs av Meissn.. Petrophile biternata ingår i släktet Petrophile och familjen Proteaceae. Inga underarter finns listade i Catalogue of Life.